# Rio Brătăşanul
O Rio Brătăşanul é um rio da Romênia afluente do Rio Vedea, localizado no distrito de Argeş.